# Cheumatopsyche theophane
Cheumatopsyche theophane là một loài Trichoptera thuộc họ Hydropsychidae. Chúng phân bố ở miền Ấn Độ - Mã Lai.